# 拉法乌·舒卡瓦
拉法乌·舒卡瓦（波蘭語：Rafał Szukała，1971年4月9日—），波兰男子游泳运动员。他曾代表波兰参加1988年、1992年和1996年夏季奥林匹克运动会游泳比赛，其中1992年奥运会获得一枚银牌。